# Cormoranche-sur-Saône
Cormoranche-sur-Saône – miejscowość i gmina we Francji, w regionie Owernia-Rodan-Alpy, w departamencie Ain.

## Demografia
Według danych na styczeń 2012 r. gminę zamieszkiwało 1098 osób, a gęstość zaludnienia wynosiła 111,5 osób/km².